# Neudietendorf
Neudietendorf is een plaats en voormalige gemeente in de Duitse deelstaat Thüringen met ca. 2100 inwoners (2016). Sinds 2009 maakt Neudietendorf deel uit van de landgemeente Nesse-Apfelstädt in het landkreis Gotha.
Neudietendorf is nauw verbonden met de geschiedenis van de Herrnhuters.